# Панетий Родосский
Пане́тий Родо́сский (др.-греч. Παναίτιος; родился около 185 года до н. э., Линдос, о. Родос — умер в 110/109 году до н. э., Афины, Древняя Греция) — древнегреческий философ, наиболее известен как родоначальник «средней» Стои.

## Биография
Панетий происходил из старинного и влиятельного рода в городе Линдос на острове Родос. Учился в Пергаме у Кратета из Малла, а затем в Афинах, где слушал лекции Диогена Вавилонского и Антипатра.
По приглашению Сципиона прибыл в Рим для участия в литературно-философском кружке. Панетий пытался привить в Риме греческую культуру и образование и стал основателем римского стоицизма; не без влияния Панетия возник и тот круг ценностей, который Цицерон позже выразил в понятии humanitas.
По H.-U. Wiemer, Цицерону удалось адаптировать взгляды греческого философа к римским социально-политическим реалиям и сделать их философской основой образа жизни римских сенаторов.

## Ученики
После смерти Сципиона жил преимущественно в Афинах, где в 129 году до н. э. возглавил стоическую школу и был почтён афинским гражданством. Самыми известными учениками Панетия были Гекатон Родосский и Посидоний.

## Сочинения
От сочинений Панетия сохранились немногочисленные фрагменты, в основном — в трактатах Цицерона. По названиям известны трактаты «О надлежащем» (др.-греч. περὶ τοῦ καθήκοντος), «О промысле», «О школах», «О Сократе», «О благодушии», «Послание к Туберону».

## Философия
Панетий — первый крупный реформатор стоицизма, существенно изменивший некоторые положения школьной доктрины, источником обогащения которой он считал платонизм. Большой интерес он также проявлял к Аристотелю и перипатетикам.
Философские интересы Панетия — по преимуществу психологические и этические. Основы этики изложены в трактате «О надлежащем», которым широко воспользовался Цицерон в одноимённом сочинении. Конечная цель — это жизнь согласно «природным побуждениям», к которым относятся познание мира, общение с другими людьми, возвышение собственной души и упорядочение жизни. Всё, что природа требует от человека — разумно, а поэтому прекрасно.
Панетий признавал кардинальные добродетели: мудрость, справедливость, умеренность и мужество, однако последнее увязывалось с доблестью (virtus) и обобщало благочестие (pietas), верность (fides), серьезность (gravitas), твердость (constantia)
В области космогонии Панетий подверг сомнению многие концепции, ранее выработанные стоиками, в том числе учение о периодическом мировом пожаре. Панетий был противником астрологии, в отличие от его ученика Посидония, разработавшего на основе стоической доктрины её философскую основу.

## Фрагменты
- Francesca Alesse (Hrsg.): Panezio di Rodi. Testimonianze (= Elenchos. Bd. 27). Edizione, traduzione e commento. Bibliopolis, Napoli 1997, ISBN 88-7088-293-4.